# Hořovičky
Hořovičky (tot 1947: Německé Hořovice - Duits: Deutsch Horowitz) is een Tsjechische gemeente in de regio Midden-Bohemen en maakt deel uit van het district Rakovník. Het dorp ligt op 12 km afstand van Podbořany en op 15 km afstand van de stad Rakovník.
Hořovičky telt 480 inwoners (2023).

## Geografie
De gemeente Hořovičky bestaat uit vier dorpen:
- Hořovičky;
- Bukov;
- Hokov;
- Vrbice.

## Etymologie
Volgens taalkundige Antonín Profous kan de naam op twee manieren worden geïnterpreteerd: ofwel een afleiding van de persoonsnaam Hoř, een verkorte vorm van namen als Hořislav en Hořimír, ofwel van de familienaam Hora.

## Geschiedenis
De eerste schriftelijke vermelding van Hořovičky dateert van 1392, toen Maršík van Hrádek een geldbedrag schonk aan de Maria-Hemelvaartkerk in Strojetice.
Sinds 2003 is Hořovičky een zelfstandige gemeente binnen het district Rakovník.

## Bezienswaardigheden

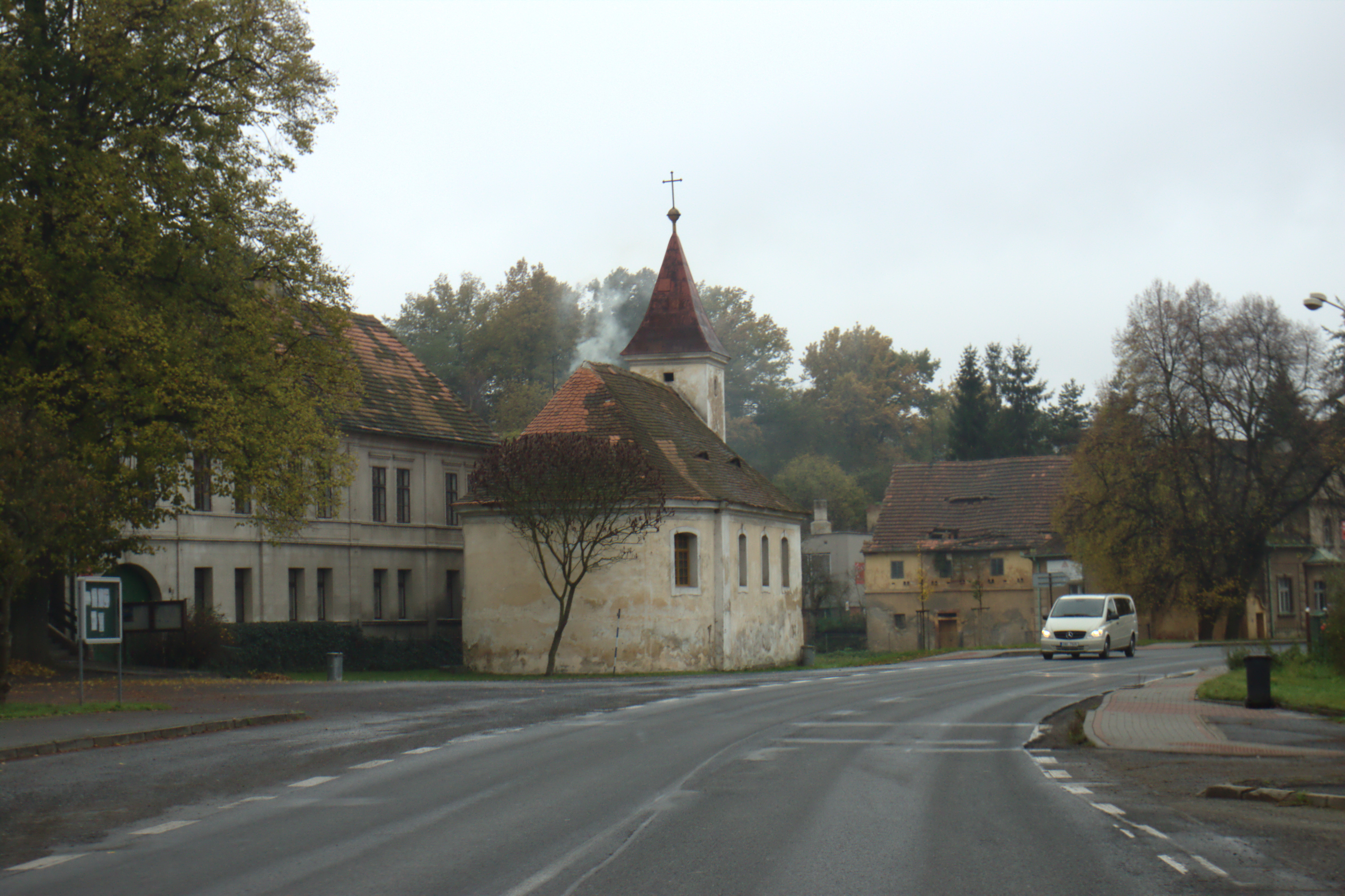
Kerk in Hořovičky

- Orthodoxe Kerk van Cyrillus en Methodius;
- Kerk van de Heilige Drie-eenheid;
- Standbeeld van keizer Jozef II op een monumentale granieten sokkel;
- Pastorie.

## Verkeer en vervoer

### Autowegen
De gemeente ligt aan de weg I/6 en verbindt Hořovičky met Praag enerzijds en Karlsbad anderzijds.

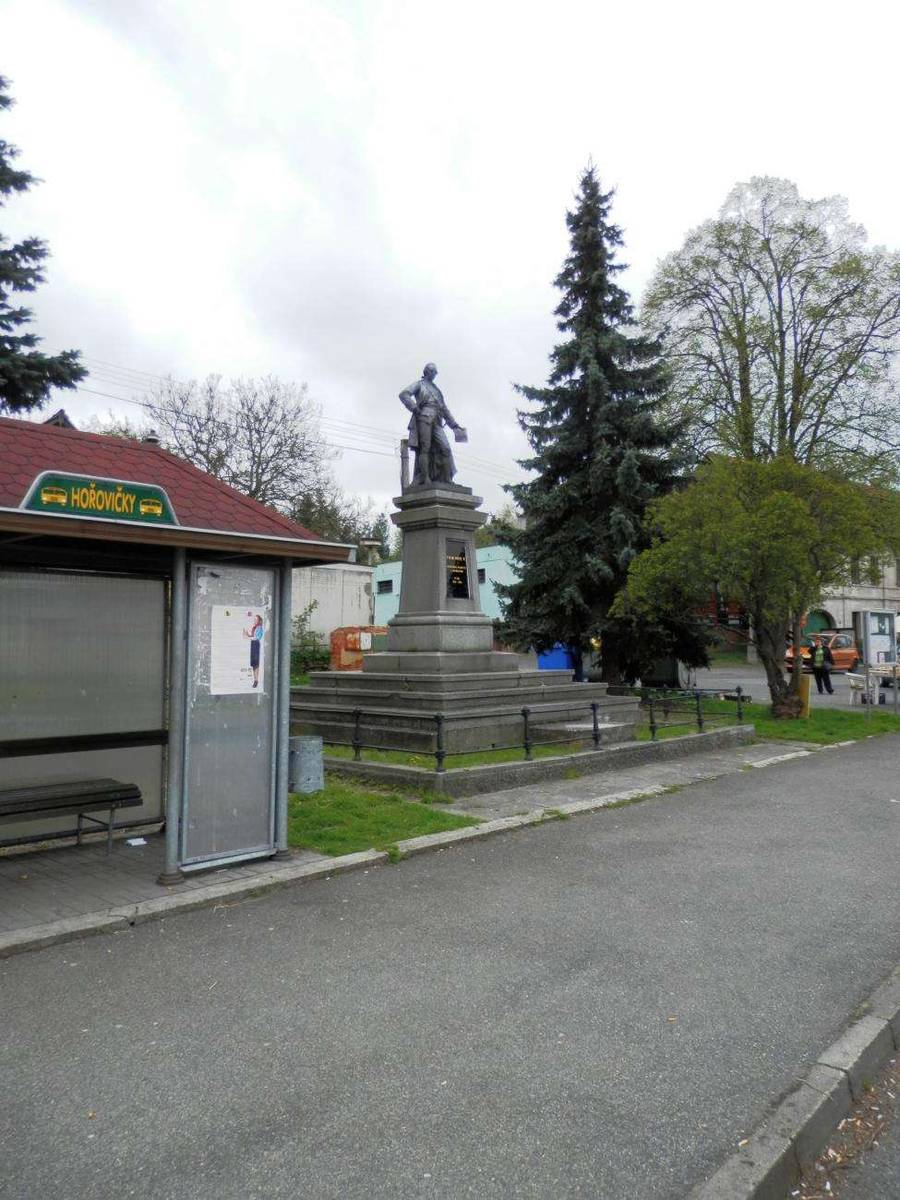
Bushalte in het dorp

### Spoorlijnen
Er is geen station (in de buurt van) Hořovičky.

### Buslijnen
Er halteren diverse (langeafstands)buslijnen in het dorp, onder meer van vervoerder Transdev Střední Čechy.

## Galerij

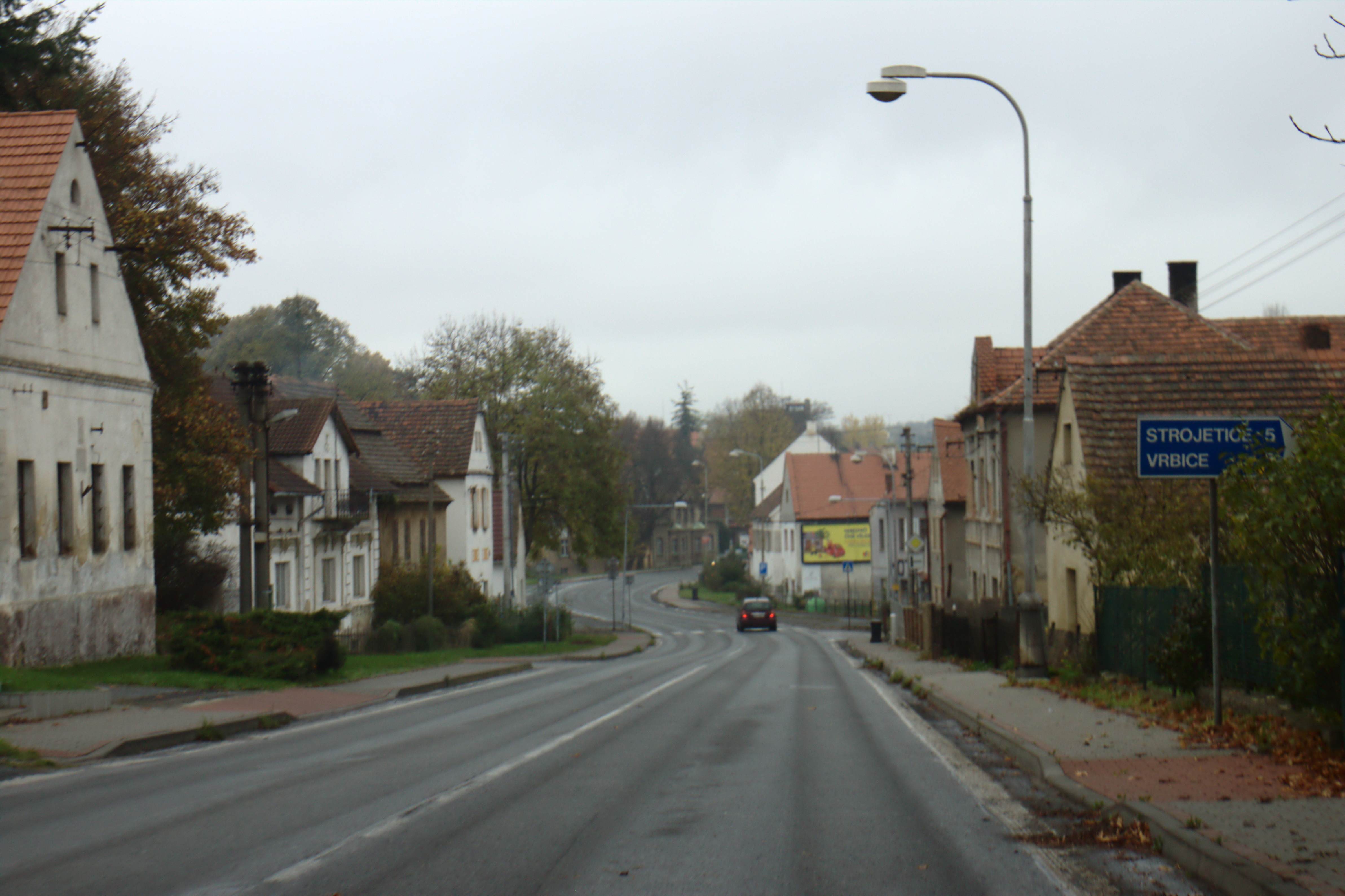
Straat nabij het dorpscentrum van Hořovičky
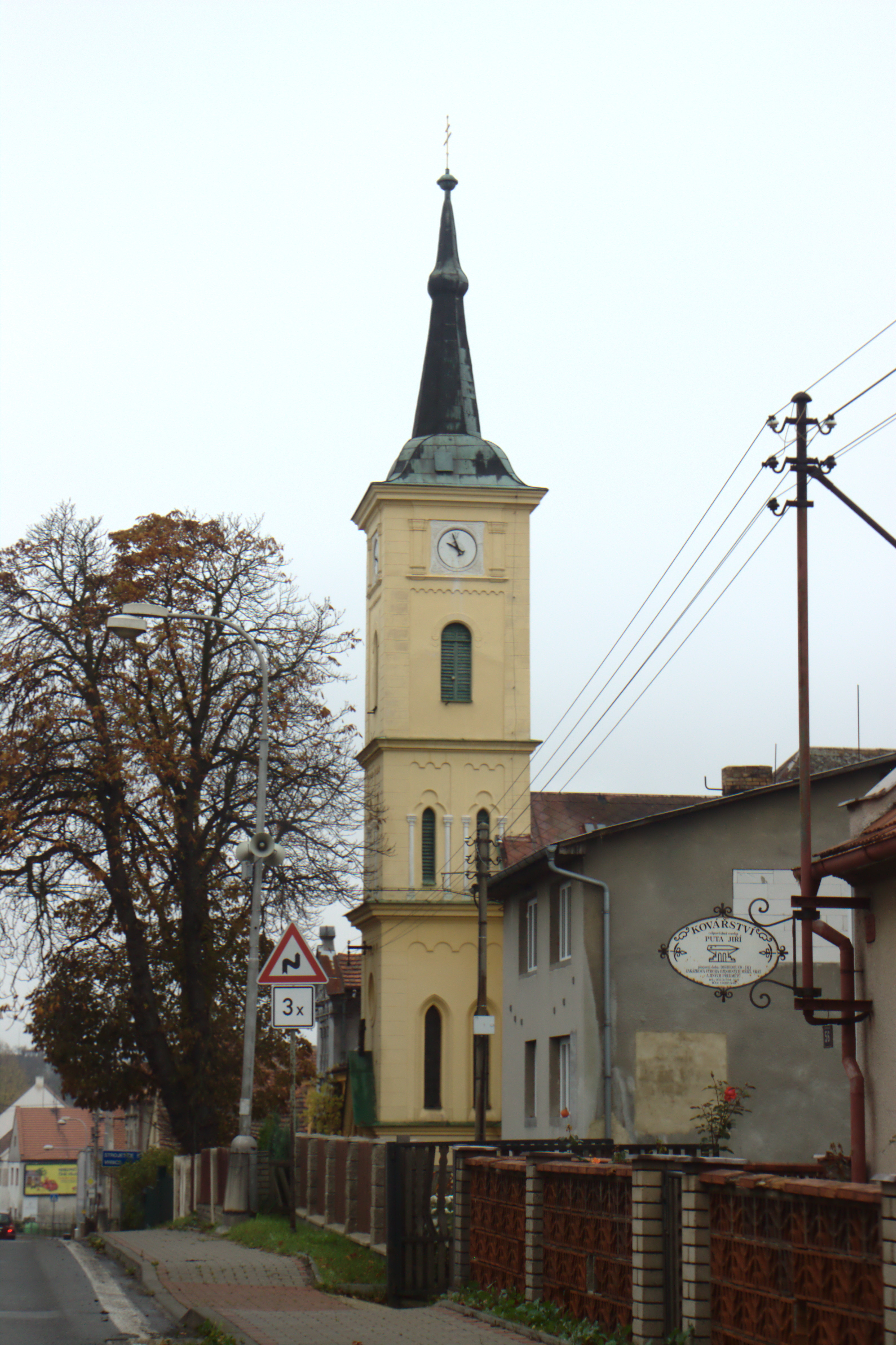
Kerk in Hořovičky
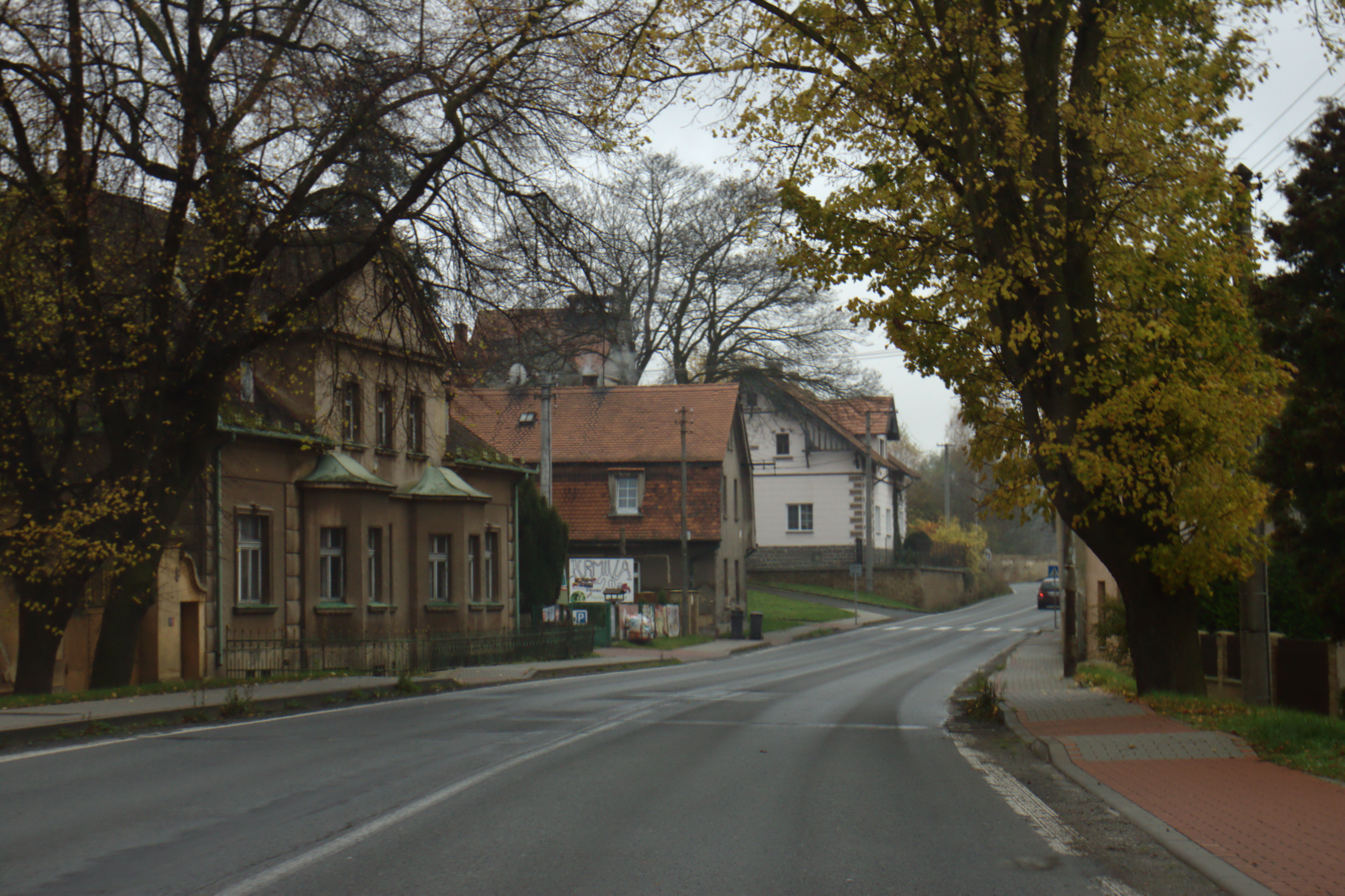
Hoofdstraat in Hořovičky
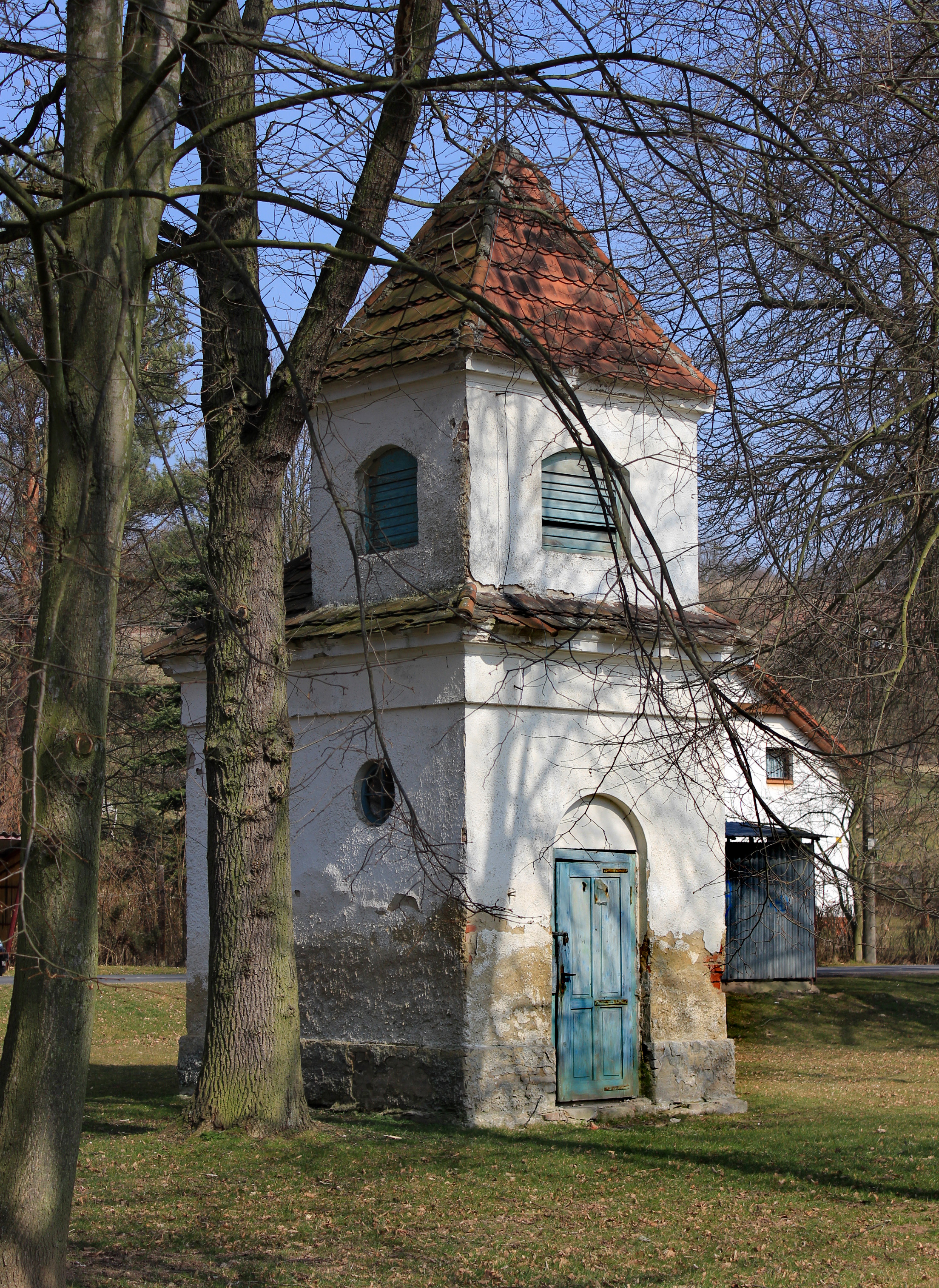
Kapel in Hokov
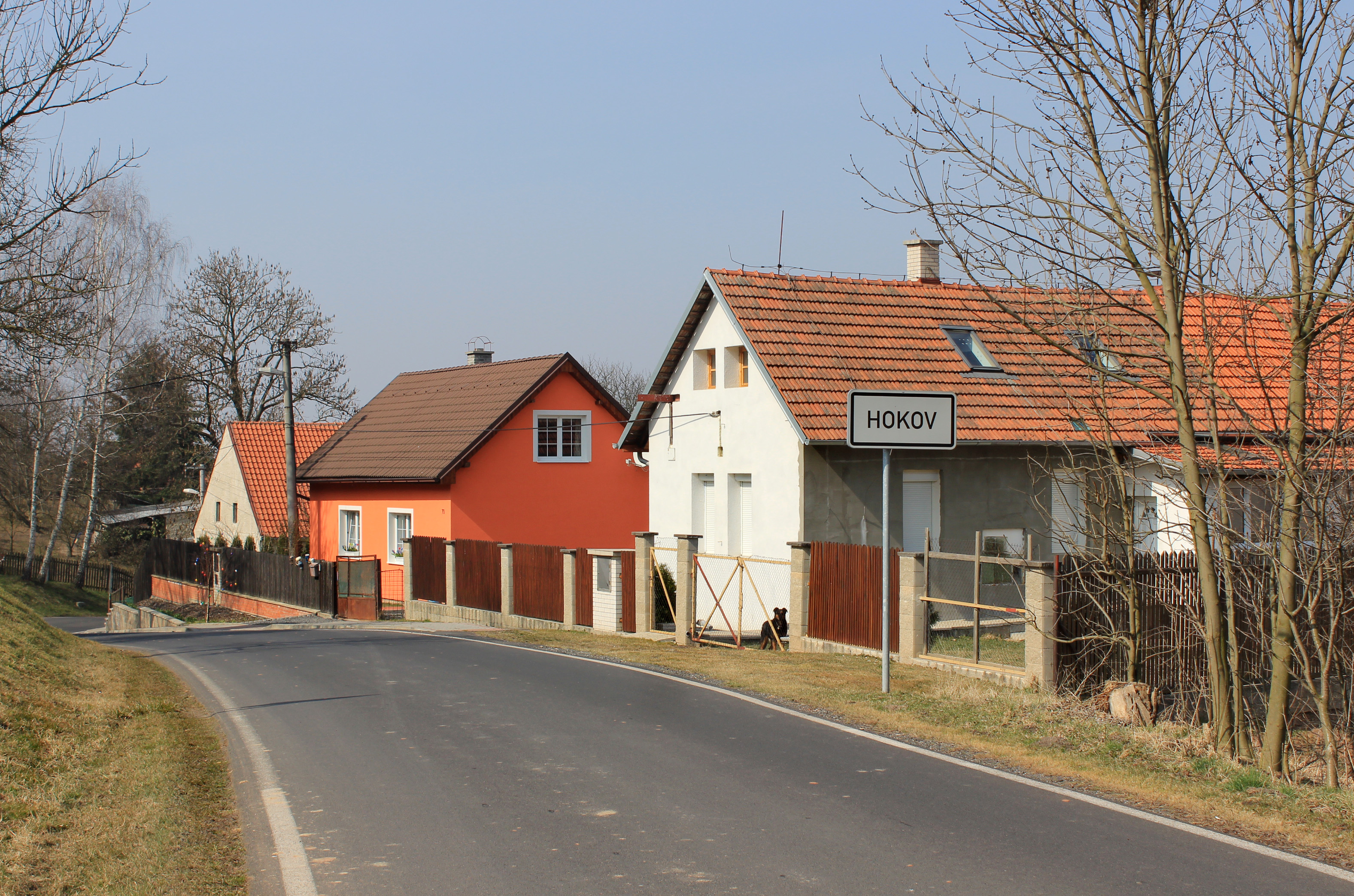
Huizen in het zuiden van Hokov
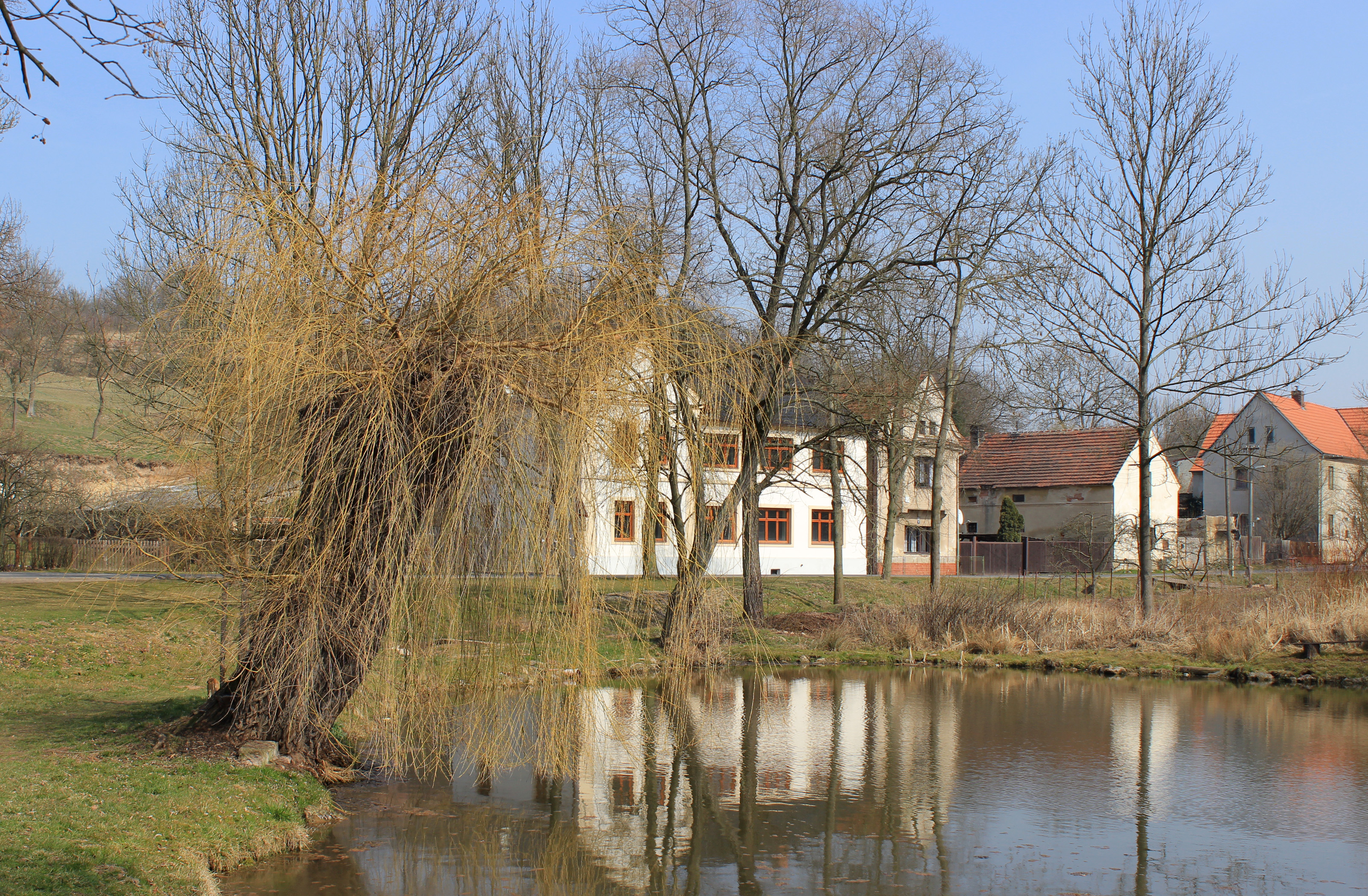
Meer met huizen in Hokov
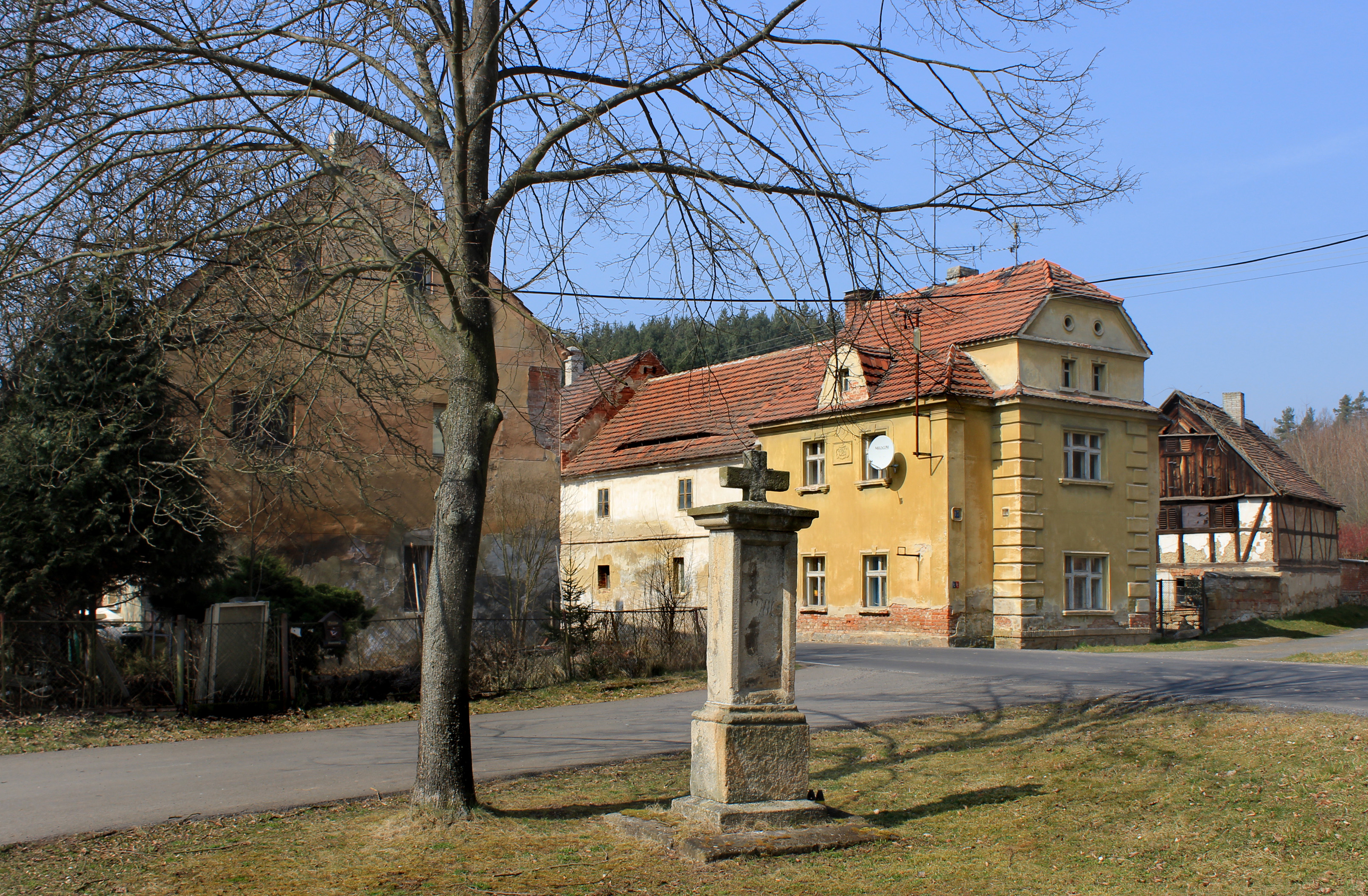
Monumentaal huis in Hokov
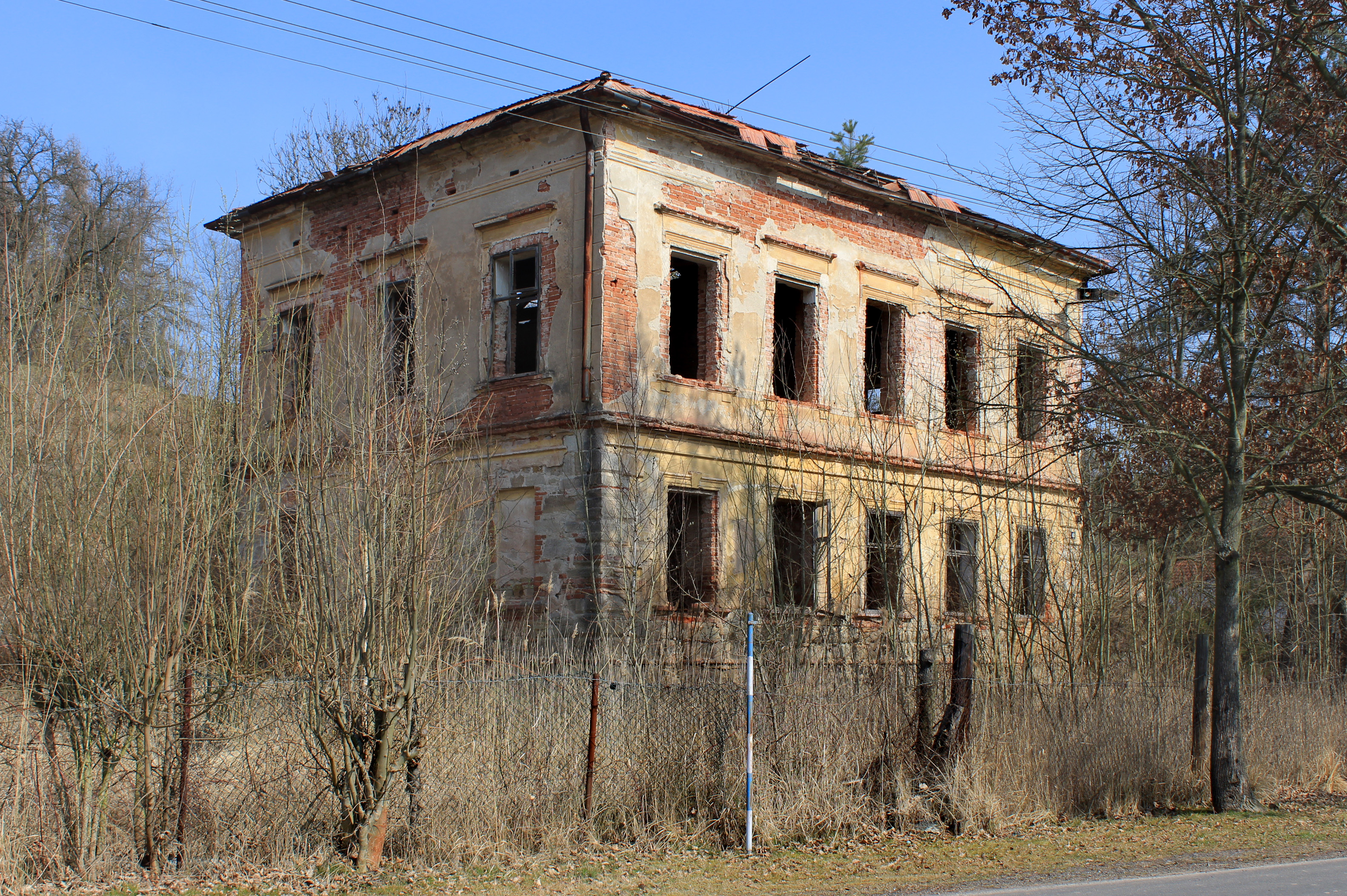
Voormalig schoolgebouw in Hokov